# Jesús García Siso
Jesús García Siso (Melilla, 15 de juny de 1919 - ?) va ser un polític i matemàtic espanyol, alcalde de Lugo durant la dictadura franquista i governador civil de Madrid durant la transició espanyola.
Llicenciat en ciències exactes i diplomat a l'Escola d'Estadística de Madrid, fou professor de matemàtiques a l'Institut i a l'Escola de Mestratge Industrial de Lugo. Entre juny de 1962 i desembre de 1965 fou alcalde de Lugo i procurador a Corts en representació dels municipis i la província de Lugo. Després fou delegat de serveis de l'ajuntament de Madrid fins que l'agost de 1973 fou nomenat governador civil de Santander. Va ocupar el càrrec fins a gener de 1974. L'abril de 1976 va ser nomenat Governador civil de Madrid Durant el seu mandat va inaugurar una planta potabilitzadora sobre el riu Cofio. L'agost de 1976, però, deixà el càrrec quan fou nomenat director general de Tráfico. Durant el seu mandat es van escometre diverses reformes, com que un mal aparcament pogués suposar la retirada temporal del carnet de conduir. Va ocupar el càrrec fins a setembre de 1978.